# Cycloderma aubryi
Cycloderma aubryi là một loài ba ba trong họ Trionychidae. Loài này được Duméril mô tả khoa học đầu tiên năm 1856.
Loài ba ba này được tìm thấy tại Cộng hòa Dân chủ Congo, Zaire, Gabon, tỉnh Cabinda của Angola và có khả năng hiện diện tại Cộng hòa Trung Phi.